# Белаїд Абдессалом
Белаїд Абдессалом (араб. بلعيد عبد السلام; нар. 20 липня 1928, Аль-Кебір, — 27 червня 2020) — алжирський політик. Був лідером ФНВ у часи боротьби за незалежність. Займав пост міністра промисловості за часів президентства Хуарі Бумедьєна.
Абдессалом посів пост голови уряду 8 липня 1992 року і займав його до 21 серпня 1993 року. За його врядування відбулась ескалація конфлікту з ісламістськими угрупуваннями (див. Громадянська війна в Алжирі), що й стало надалі причиною його відставки.